# Гаррисмит
Гаррисмит (африк. Harrismith) — город на востоке провинции Фри-Стейт в ЮАР. Расположен на национальном шоссе N3 между провинциями Гаутенг и Квазулу-Наталь. Также здесь начинается шоссе N5, ведущее в Винбург.

## История
После того, как сэр Гарри Смит разгромил фуртреккеров в сражении у Боомплаца, он принял решение основать новые песеления далее к северу с тем, чтобы удерживать границу от нападений буров. Так было заложено поселение у реки Эланд, которое было названо Фредедорп, африк. Vrededorp, буквально «посёлок мира». Этот посёлок, расположенный в 25 км от современного, находился на оживлённой дороге между Йоханнесбургом и Дурбаном. Позднее из-за нехватки воды пришлось задуматься о переносе посёлка. Руководитель переселения, Ян Снейман, выбрал для этого местность Гемсбокхук, африк. Gemsbokhoek, «уголок газелей», на берегу реки Вильге у подножия горы Платберг. Переселенцы из Фредедорпа бесплатно получили участки земли на новом месте. Бургомистр Пауль Бестер назван город Гаррисмит в честь генерала Смита. Первый участок земли был продан 16 января 1850 года, а уже 1875 посёлок получил статус муниципалитета.
После обнаружения алмазов в Кимберли через деревню проходило не менее 50 фургонов с переселенцами в сутки. Открытие золота в Витватерсранде ещё более увеличило их количество. В 1905 здесь был проложен участок железной дороги между Дурбаном и Йоханнесбургом.
Гора Платберг высотой 2 395 м над уровнем моря известна проведением марафона скалолазов, проходящего ежегодно 10 октября.

## Галерея

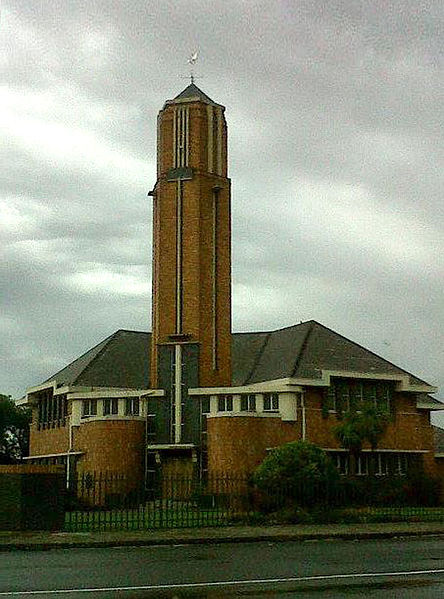
Здание церкви общины Керкенберг в Гаррисмите (второй церковный приход после главного собора города).
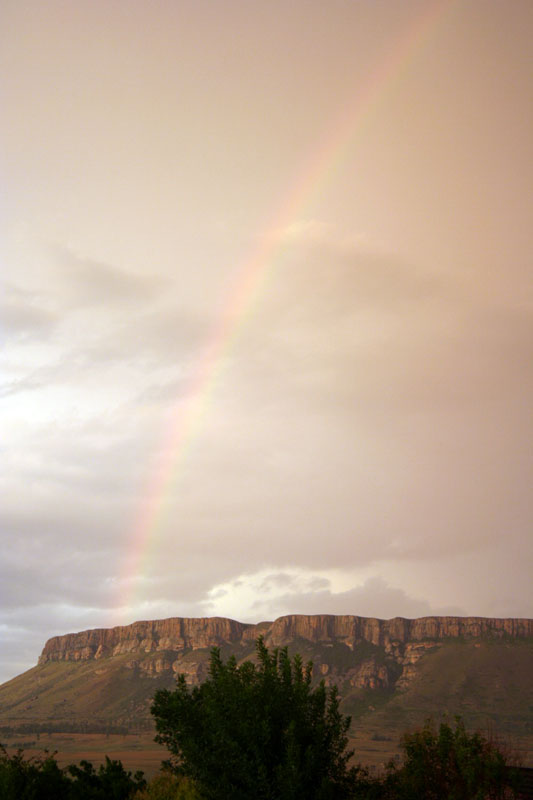
Гора Платберг после грозы.